# Hell on Wheels (Fernsehserie)/Episodenliste

Logo zur Serie

Diese Episodenliste enthält alle Episoden der US-amerikanischen Westernserie Hell on Wheels, sortiert nach der US-amerikanischen Erstausstrahlung. Zwischen 2011 und 2016 entstanden in fünf Staffeln insgesamt 57 Episoden mit einer Länge von jeweils etwa 43 Minuten.

## Übersicht
| Staffel | Episodenanzahl | Erstausstrahlung USA | Erstausstrahlung USA | Deutschsprachige Erstausstrahlung | Deutschsprachige Erstausstrahlung |
| Staffel | Episodenanzahl | Staffelpremiere      | Staffelfinale        | Staffelpremiere                   | Staffelfinale                     |
| ------- | -------------- | -------------------- | -------------------- | --------------------------------- | --------------------------------- |
| 1       | 10             | 6. November 2011     | 15. Januar 2012      | 30. Januar 2013                   | 3. April 2013                     |
| 2       | 10             | 12. August 2012      | 7. Oktober 2012      | 13. November 2013                 | 15. Januar 2014                   |
| 3       | 10             | 10. August 2013      | 5. Oktober 2013      | 22. Januar 2014                   | 26. März 2014                     |
| 4       | 13             | 2. August 2014       | 22. November 2014    | 7. Januar 2015                    | 1. April 2015                     |
| 5       | 14             | 18. Juli 2015        | 23. Juli 2016        | 7. Januar 2016                    | 10. März 2017                     |

## Staffel 1
Die Erstausstrahlung der ersten Staffel war vom 6. November 2011 bis zum 15. Januar 2012 auf dem US-amerikanischen Kabelsender AMC zu sehen. Die deutschsprachige Erstausstrahlung sendete der deutsche Pay-TV-Sender TNT Serie vom 30. Januar bis zum 3. April 2013.
| Nr. (ges.) | Nr. (St.) | Deutscher Titel          | Originaltitel                 | Erstausstrahlung USA | Deutschsprachige Erstausstrahlung (D) | Regie             | Drehbuch                 | Zuschauer (USA) |
| ---------- | --------- | ------------------------ | ----------------------------- | -------------------- | ------------------------------------- | ----------------- | ------------------------ | --------------- |
| 1          | 1         | Die Gleisbettkolonne     | Pilot                         | 6. Nov. 2011         | 30. Jan. 2013                         | David Von Ancken  | Tony Gayton & Joe Gayton | 4,36 Mio.       |
| 2          | 2         | Unmoralische Mathematik  | Immoral Mathematics           | 13. Nov. 2011        | 6. Feb. 2013                          | David Von Ancken  | Tony Gayton & Joe Gayton | 3,84 Mio.       |
| 3          | 3         | Eine neue Freiheit       | A New Birth of Freedom        | 20. Nov. 2011        | 13. Feb. 2013                         | Phil Abraham      | John Shiban              | 3,52 Mio.       |
| 4          | 4         | Geheimnisse              | Jamais Je Ne T’oublierai      | 27. Nov. 2011        | 20. Feb. 2013                         | Alex Zakrzewski   | Jami O’Brien             | 3,28 Mio.       |
| 5          | 5         | Brot und Spiele          | Bread and Circuses            | 4. Dez. 2011         | 27. Feb. 2013                         | Adam Davidson     | Mark Richard             | 2,70 Mio.       |
| 6          | 6         | Schwierige Verhandlungen | Pride, Pomp, and Circumstance | 11. Dez. 2011        | 6. März 2013                          | Michael Slovis    | Bruce Romans             | 2,15 Mio.       |
| 7          | 7         | Enthüllungen             | Revelations                   | 18. Dez. 2011        | 13. März 2013                         | Michelle MacLaren | Tony Gayton & Joe Gayton | 2,27 Mio.       |
| 8          | 8         | Entgleist                | Derailed                      | 1. Jan. 2012         | 20. März 2013                         | David Von Ancken  | Mark Richard             | 2,51 Mio.       |
| 9          | 9         | Vergebung                | Timshel                       | 8. Jan. 2012         | 27. März 2013                         | John Shiban       | John Shiban              | 2,29 Mio.       |
| 10         | 10        | Der Gott des Chaos       | God of Chaos                  | 15. Jan. 2012        | 3. Apr. 2013                          | David Von Ancken  | Tony Gayton & Joe Gayton | 2,84 Mio.       |

## Staffel 2
Die Erstausstrahlung der zweiten Staffel war vom 12. August bis zum 7. Oktober 2012 auf dem US-amerikanischen Kabelsender AMC zu sehen. Die deutschsprachige Erstausstrahlung sendete der deutsche Pay-TV-Sender TNT Serie vom 13. November 2013 bis zum 15. Januar 2014.
| Nr. (ges.) | Nr. (St.) | Deutscher Titel         | Originaltitel          | Erstausstrahlung USA | Deutschsprachige Erstausstrahlung (D) | Regie                | Drehbuch                             | Zuschauer (USA) |
| ---------- | --------- | ----------------------- | ---------------------- | -------------------- | ------------------------------------- | -------------------- | ------------------------------------ | --------------- |
| 11         | 1         | Der Weg zur Hölle       | Viva La Mexico         | 12. Aug. 2012        | 13. Nov. 2013                         | David Von Ancken     | Tony Gayton & Joe Gayton             | 2,45 Mio.       |
| 12         | 2         | Ein Pakt mit dem Teufel | Durant, Nebraska       | 19. Aug. 2012        | 20. Nov. 2013                         | Adam Davidson        | John Shiban                          | 2,31 Mio.       |
| 13         | 3         | Schlachtfest            | Slaughterhouse         | 26. Aug. 2012        | 27. Nov. 2013                         | Sergio Mimica-Gezzan | Jami O’Brien & Bruce Marshall Romans | 2,50 Mio.       |
| 14         | 4         | Der Streik              | Scabs                  | 2. Sep. 2012         | 4. Dez. 2013                          | Catherine Hardwicke  | Chris Mundy                          | 2,47 Mio.       |
| 15         | 5         | Der Überfall            | The Railroad Job       | 9. Sep. 2012         | 11. Dez. 2013                         | Michael Nankin       | Mark Richard                         | 2,62 Mio.       |
| 16         | 6         | Das Blutvermächtnis     | Purged Away with Blood | 16. Sep. 2012        | 18. Dez. 2013                         | Joe Gayton           | Tony Gayton & Tom Brady              | 2,70 Mio.       |
| 17         | 7         | Der weiße Geist         | The White Spirit       | 23. Sep. 2012        | 25. Dez. 2013                         | David Von Ancken     | Bruce Marshall Romans                | 2,32 Mio.       |
| 18         | 8         | Hannah Durant           | The Lord’s Day         | 30. Sep. 2012        | 1. Jan. 2014                          | Rod Lurie            | Mark Richard & Chris Mundy           | 1,83 Mio.       |
| 19         | 9         | Blutmond                | Blood Moon             | 7. Okt. 2012         | 8. Jan. 2014                          | Terry McDonough      | Mark Richard & Jami O’Brien          | 2,18 Mio.       |
| 20         | 10        | Der Angriff             | Blood Moon Rising      | 7. Okt. 2012         | 15. Jan. 2014                         | John Shiban          | John Shiban                          | 2,18 Mio.       |

## Staffel 3
Die Erstausstrahlung der dritten Staffel war vom 10. August bis zum 5. Oktober 2013 auf dem US-amerikanischen Kabelsender AMC zu sehen. Die deutschsprachige Erstausstrahlung sendete der deutsche Pay-TV-Sender TNT Serie vom 22. Januar bis zum 26. März 2014.
| Nr. (ges.) | Nr. (St.) | Deutscher Titel      | Originaltitel         | Erstausstrahlung USA | Deutschsprachige Erstausstrahlung (D) | Regie                           | Drehbuch                    | Zuschauer (USA) |
| ---------- | --------- | -------------------- | --------------------- | -------------------- | ------------------------------------- | ------------------------------- | --------------------------- | --------------- |
| 21         | 1         | Unter Wölfen         | Big Bad Wolf          | 10. Aug. 2013        | 22. Jan. 2014                         | David Von Ancken                | Mark Richard                | 2,49 Mio.       |
| 22         | 2         | Die Mormonen         | Eminent Domain        | 10. Aug. 2013        | 29. Jan. 2014                         | Adam Davidson                   | John Wirth                  | 2,49 Mio.       |
| 23         | 3         | Der Rinderkrieg      | Range War             | 17. Aug. 2013        | 5. Feb. 2014                          | Dennie Gordon                   | Mark Richard & Reed Steiner | 1,88 Mio.       |
| 24         | 4         | Jimmy Two Squaws     | The Game              | 24. Aug. 2013        | 12. Feb. 2014                         | Adam Davidson                   | Jami O’Brien                | 2,00 Mio.       |
| 25         | 5         | Auf der Suche        | Searchers             | 31. Aug. 2013        | 19. Feb. 2014                         | Neil LaBute                     | Bruce Romans                | 2,20 Mio.       |
| 26         | 6         | Ein Maultier weniger | One Less Mule         | 7. Sep. 2013         | 26. Feb. 2014                         | David Straiton & Deran Sarafian | John Wirth                  | 2,07 Mio.       |
| 27         | 7         | Giftiges Wasser      | Cholera               | 14. Sep. 2013        | 5. März 2014                          | Deran Sarafian                  | Tom Brady                   | 1,99 Mio.       |
| 28         | 8         | Es geschah in Boston | It Happened in Boston | 21. Sep. 2013        | 12. März 2014                         | Rosemary Rodriguez              | Mark Richard                | 2,08 Mio.       |
| 29         | 9         | Schuld und Sühne     | Fathers and Sins      | 28. Sep. 2013        | 19. März 2014                         | Billy Gierhart                  | John Wirth                  | 2,10 Mio.       |
| 30         | 10        | Eingespannt          | Get Behind the Mule   | 5. Okt. 2013         | 26. März 2014                         | Neil LaBute                     | Mark Richard & Jami O’Brien | 2,49 Mio.       |

## Staffel 4
Die Erstausstrahlung der vierten Staffel war vom 2. August bis zum 22. November 2014 auf dem US-amerikanischen Kabelsender AMC zu sehen. Die deutschsprachige Erstausstrahlung sendete der deutsche Pay-TV-Sender TNT Serie vom 7. Januar bis zum 1. April 2015.
| Nr. (ges.) | Nr. (St.) | Deutscher Titel             | Originaltitel          | Erstausstrahlung USA | Deutschsprachige Erstausstrahlung (D) | Regie          | Drehbuch                       | Zuschauer (USA) |
| ---------- | --------- | --------------------------- | ---------------------- | -------------------- | ------------------------------------- | -------------- | ------------------------------ | --------------- |
| 31         | 1         | Das flüchtige Paradies      | The Elusive Eden       | 2. Aug. 2014         | 7. Jan. 2015                          | Neil LaBute    | Mark Richard                   | 2,43 Mio.       |
| 32         | 2         | Flucht aus Eden             | Escape From the Garden | 9. Aug. 2014         | 14. Jan. 2015                         | Neil LaBute    | Mark Richard                   | 1,98 Mio.       |
| 33         | 3         | Von den Toten auferstanden  | Chicken Hill           | 16. Aug. 2014        | 21. Jan. 2015                         | Dennie Gordon  | John Wirth                     | 2,17 Mio.       |
| 34         | 4         | Wer Erlösung verdient       | Reckoning              | 23. Aug. 2014        | 28. Jan. 2015                         | Dennie Gordon  | Jennifer Cecil                 | 2,08 Mio.       |
| 35         | 5         | Das Leben ist ein Mysterium | Life’s a Mystery       | 30. Aug. 2014        | 4. Feb. 2015                          | David Straiton | Mark Richard & Tom Brady       | 1,78 Mio.       |
| 36         | 6         | Bärentöter                  | Bear Man               | 6. Sep. 2014         | 11. Feb. 2015                         | Clark Johnson  | Max Hurwitz                    | 2,16 Mio.       |
| 37         | 7         | Elam Ferguson               | Elam Ferguson          | 13. Sep. 2014        | 18. Feb. 2015                         | Rod Lurie      | Mark Richard & Thomas Brady    | 2,18 Mio.       |
| 38         | 8         | Im Namen des Gesetzes       | Under Color of Law     | 20. Sep. 2014        | 25. Feb. 2015                         | Michael Nankin | John Romano                    | 2,02 Mio.       |
| 39         | 9         | Zwei Züge                   | Two Trains             | 27. Sep. 2014        | 4. März 2015                          | Marvin Rush    | Bruce Marshall Romans          | 2,30 Mio.       |
| 40         | 10        | Zurück in die Hölle         | Return to Hell         | 4. Okt. 2014         | 11. März 2015                         | Billy Gierhart | Jami O’Brien                   | 2,27 Mio.       |
| 41         | 11        | Die Abrechnung              | Bleeding Kansas        | 8. Nov. 2014         | 18. März 2015                         | Seith Mann     | Michael C. Martin & Jimmy Mero | 1,89 Mio.       |
| 42         | 12        | 13 Stufen                   | Thirteen Steps         | 15. Nov. 2014        | 25. März 2015                         | Roxann Dawson  | Tom Brady                      | 1,74 Mio.       |
| 43         | 13        | Auf nach Westen             | Further West           | 22. Nov. 2014        | 1. Apr. 2015                          | Adam Davidson  | John Wirth & John Romano       | 2,17 Mio.       |

## Staffel 5
Die Erstausstrahlung der fünften Staffel war vom 18. Juli 2015 bis zum 29. August 2015 auf dem US-amerikanischen Kabelsender AMC zu sehen. Die deutschsprachige Erstausstrahlung sendete der deutsche Pay-TV-Sender TNT Serie ab dem 6. Januar 2016.
| Nr. (ges.) | Nr. (St.) | Deutscher Titel          | Originaltitel         | Erstausstrahlung USA | Deutschsprachige Erstausstrahlung (D) | Regie            | Drehbuch                    | Zuschauer (USA) |
| ---------- | --------- | ------------------------ | --------------------- | -------------------- | ------------------------------------- | ---------------- | --------------------------- | --------------- |
| 44         | 1         | Erlöser und Teufel       | Chinatown             | 18. Juli 2015        | 6. Jan. 2016                          | David Straiton   | Jami O’Brien                | 2,07 Mio.       |
| 45         | 2         | Von Soldat zu Soldat     | Mei Mei               | 25. Juli 2015        | 13. Jan. 2016                         | Billy Gierhart   | John Wirth & Tom Brady      | 1,55 Mio.       |
| 46         | 3         | Suche nach Gerechtigkeit | White Justice         | 1. Aug. 2015         | 20. Jan. 2016                         | David Straiton   | John Romano                 | 1,67 Mio.       |
| 47         | 4         | Machtspiele              | Struck                | 8. Aug. 2015         | 27. Jan. 2016                         | Clark Johnson    | Max Hurwitz                 | 2,00 Mio.       |
| 48         | 5         | Elixier des Lebens       | Elixir of Life        | 15. Aug. 2015        | 3. Feb. 2016                          | Karen Gaviola    | Michael Saltzman            | 1,90 Mio.       |
| 49         | 6         | Hungrige Geister         | Hungry Ghosts         | 22. Aug. 2015        | 10. Feb. 2016                         | Neil LaBute      | Jami O’Brien & Miki Johnson | 1,59 Mio.       |
| 50         | 7         | Falsche Propheten        | False Prophets        | 29. Aug. 2015        | 17. Feb. 2016                         | Rod Lurie        | John Romano & Tom Brady     | 1,85 Mio.       |
| 51         | 8         | Zwei Soldaten            | Two Soldiers          | 11. Juni 2016        | 27. Jan. 2017                         | Michael Nankin   | John Wirth & Thomas Brady   | 1,78 Mio.       |
| 52         | 9         | Rückkehr in den Garten   | Return to the Garden  | 18. Juni 2016        | 3. Feb. 2017                          | Marvin V. Rush   | Jami O’Brien                | 1,49 Mio.       |
| 53         | 10        | Mit jedem Atemzug        | 61 Degrees            | 25. Juni 2016        | 10. Feb. 2017                         | Michael Nankin   | Max Hurwitz                 | 1,51 Mio.       |
| 54         | 11        | Keine losen Enden        | Gambit                | 2. Juli 2016         | 17. Feb. 2017                         | Adam Davidson    | John Romano & Miki Johnson  | 1,43 Mio.       |
| 55         | 12        | Ein angemessener Preis   | Any Sum Within Reason | 9. Juli 2016         | 24. Feb. 2017                         | Tim Southam      | Thomas Brady                | 1,72 Mio.       |
| 56         | 13        | Eisenbahnmänner          | Railroad Men          | 16. Juli 2016        | 3. März 2017                          | Jeremy Webb      | John Wirth & Thomas Brady   | 1,60 Mio.       |
| 57         | 14        | Fertig                   | Done                  | 23. Juli 2016        | 10. März 2017                         | David Von Ancken | Jami O’Brien & Thomas Brady | 1,65 Mio.       |